# Gerrie Hondius
Gerrie Aleida Hondius, née à Oost-Souburg aux Pays-Bas, le 27 avril 1970, est une dessinatrice de BD, caricaturiste, illustratrice, écrivaine, artiste de café-théâtre, chanteuse et reporter néerlandaise. Elle s'adonne également à d’autres activités artistiques : la composition de chansons, la peinture, la sculpture.

## Biographie
Gerrie Hondius naît en 1970, la plus jeune d’une fratrie de quatre filles, et grandit à Oost-Souburg, en Zélande. Elle étudie l'illustration et le graphisme à l'Académie Willem de Kooning et  poursuit des études théâtrales à l’université d'Amsterdam.
En 1991, elle participe à un duo présenté dans le festival de café-théâtre des étudiants de Groninge, un festival de spectacles de café-théâtre par ou pour les étudiants, avec le programme Kees en ik avec lequel elle part en tournée à cette époque. Plus tard, toujours dans les années 1990, elle participe à d’autres spectacles de café-théâtre et intervient également sur scène comme chanteuse,.
En parallèle, elle écrit, et amorce une carrière de dessinatrice, qui débute en 1990 avec la bande dessinée Ansje Tweedehansje. À l'époque, elle est publiée dans le magazine de bande dessinée Barwoel, puis, à partir de 1996, dans le mensuel Opzij,. Par son trait minimaliste mais efficace, et sa façon de relater des situations, elle peut évoquer Claire Bretecher. Les récits ont également, assez souvent, un caractère autobiographique,,.
En tant que caricaturiste, elle travaille aussi périodiquement pour des journaux comme Algemeen Dagblad, et occasionnellement pour le monde des affaires. Dans ce contexte, elle crée la fondation Teken Mijn Verhaal en 2000, dans le but de dessiner des histoires par et pour des enfants handicapés.. En outre, en 2006, elle fonde l'agence Inklinks pour les illustrateurs et les dessinateurs, avec Dithmarine van Rongen et Joost Pollmann.
Gerrie Hondius a reçu plusieurs prix dans le domaine de la poésie et de l'écriture. Elle a commencé en 1985 avec le premier prix du concours de contes de VARA, Write je knetter. En 2010, elle fait ses débuts en tant que prosateur avec le roman Ik met een man.
À partir de septembre 2010, elle intervient comme reporter, notamment dans une émission de la NCRV, Schepper & Co in het land.

## Principales publications
- 2000. Als je je niks verbeeldt dan ben je niks (traduction littérale de ce titre néerlandais Si tu te la pètes pas, t’es rien. Ce titre est traduit dans l’édition française par : Il faudrait m'inventer, édité en 2003 par les Éditions de l'An 2), recueil de bande dessinée, Amsterdam, Nijgh & Van Ditmar.
- 2003. Pindakaas, recueil de bande dessinée, Amsterdam, Oog & Blik.
- 2004. Ansje Tweedehansje ingenaaid, recueil de bande dessinée, Delft, Scherlei.
- 2006. Waarom nonnetjes samen klaarkomen en andere wonderen van het wad, ouvrage du biologiste Theunis Piersma avec des dessins de Gerrie Hondius, Utrecht, KNNV.
- 2009. Ik ben God, recueil de bande dessinée, Amsterdam, Contact.
- 2009. Broertjes en zusjes-kookboek, livre de recettes de Juliet van der Weijden, avec des illustrations de Gerrie Hondius, Utrecht, Inmerc.
- 2010. Ik ontmoette een man, ouvrage sur les rencontres masculines, Amsterdam, Contact.